# Premi Oscar 1993
La 65ª edizione della cerimonia di premiazione dei Premi Oscar si è tenuta il 29 marzo 1993 al Dorothy Chandler Pavilion di Los Angeles. Il conduttore della serata è stato l'attore comico statunitense Billy Crystal.

## Vincitori e candidati
Vengono di seguito indicati in grassetto i vincitori. Ove ricorrente e disponibile, viene indicato il titolo in lingua italiana e quello in lingua originale tra parentesi.

### Miglior film
- Gli spietati (Unforgiven), regia di Clint Eastwood
- La moglie del soldato (The Crying Game), regia di Neil Jordan
- Codice d'onore (A Few Good Men), regia di Rob Reiner
- Casa Howard (Howards End), regia di James Ivory
- Scent of a Woman - Profumo di donna (Scent of a woman), regia di Martin Brest

### Miglior regia
- Clint Eastwood - Gli spietati (Unforgiven)
- Robert Altman - I protagonisti (The Player)
- Martin Brest - Scent of a Woman - Profumo di donna (Scent of a Woman)
- James Ivory - Casa Howard (Howards End)
- Neil Jordan - La moglie del soldato (The Crying Game)

### Miglior attore protagonista
- Al Pacino - Scent of a Woman - Profumo di donna (Scent of a Woman)
- Robert Downey Jr. - Charlot (Chaplin)
- Clint Eastwood - Gli spietati (Unforgiven)
- Stephen Rea - La moglie del soldato (The Crying Game)
- Denzel Washington - Malcolm X

### Migliore attrice protagonista
- Emma Thompson - Casa Howard (Howards End)
- Catherine Deneuve - Indocina (Indochine)
- Mary McDonnell - Amori e amicizie (Passion Fish)
- Michelle Pfeiffer - Due sconosciuti, un destino (Love Field)
- Susan Sarandon - L'olio di Lorenzo (Lorenzo's Oil)

### Miglior attore non protagonista
- Gene Hackman - Gli spietati (Unforgiven)
- Jaye Davidson - La moglie del soldato (The Crying Game)
- Jack Nicholson - Codice d'onore (A Few Good Men)
- Al Pacino - Americani (Glengarry Glen Ross)
- David Paymer - Mr. sabato sera (Mr. Saturday Night)

### Migliore attrice non protagonista
- Marisa Tomei - Mio cugino Vincenzo (My Cousin Vinny)
- Judy Davis - Mariti e mogli (Husbands and Wives)
- Joan Plowright - Un incantevole aprile (Enchanted April)
- Vanessa Redgrave - Casa Howard (Howards End)
- Miranda Richardson - Il danno (Damage)

### Miglior sceneggiatura non originale
- Ruth Prawer Jhabvala - Casa Howard (Howards End)
- Peter Barnes - Un incantevole aprile (Enchanted April)
- Richard Friedenberg - In mezzo scorre il fiume (A River Runs Through It)
- Bo Goldman - Scent of a Woman - Profumo di donna (Scent of a Woman)
- Michael Tolkin - I protagonisti (The Player)

### Miglior sceneggiatura originale
- Neil Jordan - La moglie del soldato (The Crying Game)
- Woody Allen - Mariti e mogli (Husbands and Wives)
- George Miller e Nick Enright - L'olio di Lorenzo (Lorenzo's Oil)
- John Sayles - Amori e amicizie (Passion Fish)
- David Webb Peoples - Gli spietati (Unforgiven)

### Miglior film straniero
- Indocina (Indochine), regia di Régis Wargnier (Francia)
- Padre Daens (Daens), regia di Stijn Coninx (Belgio)
- Un posto nel mondo (Un lugar en el mundo), regia di Adolfo Aristarain (Uruguay)
- Schtonk!, regia di Helmut Dietl (Germania)
- Urga - Territorio d'amore (Urga), regia di Nikita Mikhalkov (Russia)

### Miglior fotografia
- Philippe Rousselot - In mezzo scorre il fiume (A River Runs Through It)
- Stephen H. Burum - Hoffa - Santo o mafioso? (Hoffa)
- Robert Fraisse - L'amante (L'amant)
- Jack N. Green - Gli spietati (Unforgiven)
- Tony Pierce-Roberts - Casa Howard (Howards End)

### Miglior scenografia
- Luciana Arrighi e lan Whittaker - Casa Howard (Howards End)
- Henry Bumstead e Janice Blackie-Goodine - Gli spietati (Unforgiven)
- Stuart Craig e Chris A. Butler - Charlot (Chaplin)
- Thomas Sanders e Garrett Lewis - Dracula di Bram Stoker (Bram Stoker's Dracula)
- Ferdinando Scarfiotti e Linda DeScenna - Toys - Giocattoli (Toys)

### Migliori costumi
- Eiko Ishioka - Dracula di Bram Stoker (Bram Stoker's Dracula)
- Jenny Beavan e John Bright - Casa Howard (Howards End)
- Ruth Carter - Malcolm X
- Sheena Napier - Un incantevole aprile (Enchanted April)
- Albert Wolsky - Toys - Giocattoli (Toys)

### Miglior trucco
- Greg Cannom, Michèle Burke e Matthew W. Mungle - Dracula di Bram Stoker (Bram Stoker's Dracula)
- Ve Neill, Greg Cannom e John Blake - Hoffa - Santo o mafioso? (Hoffa)
- Ve Neill, Ronnie Specter e Stan Winston - Batman - Il ritorno (Batman Returns)

### Migliori effetti speciali
- Ken Ralston, Doug Chiang, Doug Smythe e Tom Woodruff Jr. - La morte ti fa bella (Death Becomes Her)
- Richard Edlund, Alec Gillis, Tom Woodruff Jr. e George Gibbs - Alien³
- Michael Fink, Craig Barron, John Bruno e Dennis Skotak - Batman - Il ritorno (Batman Returns)

### Miglior montaggio
- Joel Cox - Gli spietati (Unforgiven)
- Robert Leighton - Codice d'onore (A Few Good Men)
- Kant Pan - La moglie del soldato (The Crying Game)
- Geraldine Peroni - I protagonisti (The Player)
- Frank J. Urioste - Basic Instinct

### Miglior sonoro
- Chris Jenkins, Doug Hemphill, Mark Smith e Simon Kaye - L'ultimo dei Mohicani (The Last of the Mohicans)
- Terry Porter, Mel Metcalfe, David J. Hudson e Doc Kane - Aladdin
- Kevin O'Connell, Rick Kline e Robert Eber - Codice d'onore (A Few Good Men)
- Donald O. Mitchell, Frank A. Montaño, Rick Hart e Scott D. Smith - Trappola in alto mare (Under Siege)
- Les Fresholtz, Vern Poore, Rick Alexander e Rob Young - Gli spietati (Unforgiven)

### Miglior montaggio sonoro
- Tom C. McCarthy e David E. Stone - Dracula di Bram Stoker (Bram Stoker's Dracula)
- Mark A. Mangini - Aladdin
- John Leveque e Bruce Stambler - Trappola in alto mare (Under Siege)

### Migliore colonna sonora
- Alan Menken - Aladdin
- Jerry Goldsmith - Basic Instinct
- John Barry - Charlot (Chaplin)
- Richard Robbins - Casa Howard (Howards End)
- Mark Isham - In mezzo scorre il fiume (A River Runs Through It)

### Miglior canzone
- A Whole New World, musica di Alan Menken e testo di Tim Rice - Aladdin
- Friend Like Me, musica di Alan Menken e testo di Howard Ashman - Aladdin
- I Have Nothing, musica di David Foster e testo di Linda Thompson - Guardia del corpo (The Bodyguard)
- Run to You, musica di Jud Friedman e testo di Allan Dennis Rich - Guardia del corpo (The Bodyguard)
- Beautiful Maria of My Soul, musica di Robert Kraft e testo di Arne Glimcher - I re del mambo (The Mambo Kings)

### Miglior documentario
- The Panama Deception, regia di Barbara Trent
- Changing Our Minds: The Story of Dr. Evelyn Hooker, regia di Richard Schmiechen
- Fires of Kuwait, regia di David Douglas
- Liberators: Fighting on Two Fronts in World War II, regia di William Miles, Nina Rosenblum
- Music for the Movies: Bernard Herrmann, regia di Joshua Waletzky

### Miglior cortometraggio
- Omnibus, regia di Sam Karmann
- Contact, regia di Jonathan Darby
- Cruise Control, regia di Matt Palmieri
- The Lady in Waiting, regia di Christian Taylor
- Il canto del cigno (Swan Song), regia di Kenneth Branagh

### Miglior cortometraggio documentario
- Educating Peter, regia di Gerardine Wurzburg
- At the Edge of Conquest: The Journey of Chief Wai-Wai, regia di Geoffrey O'Connor
- Beyond Imagining: Margaret Anderson and the "Little Review", regia di Wendy L. Weinberg
- The Colours of My Father: A Portrait of Sam Borenstein, regia di Joyce Borenstein
- When Abortion Was Illegal: Untold Stories, regia di Dorothy Fadiman

### Miglior cortometraggio d'animazione
- Mona Lisa Descending a Staircase, regia di Joan C. Gratz
- Adam, regia di Peter Lord
- Reci, Reci, Reci..., regia di Michaela Pavlátová
- The Sandman, regia di Paul Berry
- Screen Play, regia di Barry Purves

## Premi speciali

### Premio alla carriera
- Federico Fellini in apprezzamento ad uno dei più grandi maestri dello schermo.

### Premio umanitario Jean Hersholt
- Audrey Hepburn e Elizabeth Taylor